# Brie-Comte-Robert
Brie-Comte-Robert är en kommun i departementet Seine-et-Marne i regionen Île-de-France i norra Frankrike. Kommunen ligger i kantonen Brie-Comte-Robert som tillhör arrondissementet Melun. År 2022 hade Brie-Comte-Robert 18 999 invånare.

## Befolkningsutveckling
Antalet invånare i kommunen Brie-Comte-Robert
| Referens: INSEE |